# Стратегический альянс
Стратеги́ческий алья́нс (Стратегическое партнёрство, стратегический союз; англ. strategic alliance) — долгосрочное соглашение между двумя или более самостоятельными предприятиями по сотрудничеству в области сбыта продукции, научных исследований и опытно-конструкторских разработок, производства продукции, технологического развития и прочего.

## Определение
Согласно американским экономистам Артуру Томпсону и Джону Формби, стратегические союзы — это соглашения между предприятиями (фирмами) о сотрудничестве, выходящие за пределы обычных деловых отношений между фирмами, но не означающие поглощения или создания полного товарищества.
По мнению В. Соколова стратегический союз — это нацеленное на укрепление конкурентных позиций участников закрытое, долгосрочное, взаимовыгодное соглашение между двумя или более партнерами, предполагающее обмен ресурсами, знаниями и возможностями.
Ряд экономистов определяют стратегический альянс как коалиционную организационную форму деятельности компаний, использующую комплекс мероприятий в целях: получения долгосрочных преимуществ через координацию на различных уровнях рыночной и производственной деятельности с компаниями, входящими в альянс; сокращения производственных и реализационных издержек и повышения конкурентоспособности; достижения долгосрочных конкурентных преимуществ.

## Формы стратегического альянса
Стратегический альянс может включать в себя несколько организационных форм:
- совместные предприятия;
- лицензионные соглашения;
- долгосрочные контракты на поставку или закупку продукции;
- программы совместных разработок научно-исследовательских и опытно-конструкторских работ;
- взаимное предоставление сбытовых сетей;
- и другое.

## Цели стратегических альянсов
К целям стратегических альянсов относятся:
- совместные исследования;
- кооперация в использовании и обмен передовыми технологиями;
- объединение производственных мощностей и экономия на масштабе производства;
- объединение усилий по продвижению продукции друг друга;
- объединение усилий для изготовления узлов и проведения сборки готовой продукции;
- снижение риска;
- уменьшение конкуренции;
- преодоление государственных торговых и инвестиционных барьеров при выходе на перспективные зарубежные рынки.

## Особенности стратегических альянсов
Учредители альянса сохраняют полную юридическую и экономическую самостоятельность. Одна и та же фирма может быть членом нескольких стратегических альянсов.

## Виды стратегических альянсов
Различают две группы стратегических альянсов:
- Первая группа основана на заключении соглашений о сотрудничестве, контрактах (франчайзинг, продажа лицензий и др.) или неформальном взаимодействии (без оформления документов);
- Вторая группа предполагает обмен акциями, создание совместных предприятий.

Дополнительно выделяют:
- Альянсы горизонтального типа — создаются с фирмами, осуществляющими хозяйственную деятельность на той же стадии производственного процесса, оказывающими одинаковые услуги (альянс между Deutsche Telecom, France Telecom и Sprint (США));
- Альянсы вертикального типа — формируются с поставщиками сырья или потребителями продукции.
- Альянсы фирм, производящих и оказывающих взаимодополняемые товары и услуги (крупные авиаперевозчики с местными региональными авиакомпаниями).

## Положительные и отрицательные эффекты от стратегического альянса
Плюсы союзных отношений:
- экономия на масштабе производства и /или маркетинга (снижение стоимости производства и реализации продукции);
- доступ к технологиям (получение дополнительных технических и производственных знаний, совместное обучение друг у друга);
- доступ к рынкам (выполнение национальных требований, выход на сбытовые каналы друг друга, доступ к покупателям определённых категорий);
- возможность в целом создать данный продукт;
- борьба с конкурентами и увеличение конкурентных преимуществ;
- сохранение юридической самостоятельности;
- распределение коммерческих рисков.

Минусы союзных отношений:
- трудность координации самостоятельных юридических лиц;
- противоречивость собственных целей и мотивов у разных участников или они могут снизиться;
- многочисленность совместных совещаний и консультаций;
- преодоление языковых и культурных барьеров, подозрительности и недоверия;
- зависимость от производственной базы другого участника, занятость собственных ресурсов союзником;
- собственные конкурентные преимущества могут не развиваться;
- результат совместных усилий может не достичь плановых показателей;
- рынки продуктов союзников частично перекрывают друг друга;
- открытие к собственным эксклюзивным технологиям, ноу-хау;
- частичная утрата контроля управления;
- вероятность утечки запатентованных знаний, раскрытие конфиденциальной информации.

## Факторы стратегических отношений
Основные факторы, от которых участники получают выгоду от стратегического союза:
- совместимость участников (формирование атмосферы доверия, рост объёма взаимодействия, терпимость к срокам);
- взаимодополняемость продуктов участников (база данных покупателей расширяется, продукты не конкурируют между собой);
- взаимообучение производственным и управленческим навыкам (быстрое и тщательное изучение методов союзника);
- соблюдение коммерческой тайны (осторожное обращение со ставшей доступной информацией союзника).